# La princesa Mononoke
La princesa Mononoke (もののけ姫, Mononoke Hime) és una pel·lícula animada, dirigida i escrita per Hayao Miyazaki i produïda per l'estudi Ghibli que va ser llançada als cinemes japonesos al juliol de l'any 1997.
És una pel·lícula de gènere fantàstic, ambientada al Japó durant un període Muromachi d'estil èpic, on un dels últims supervivents d'un antic clan del nord del Japó es troba, en la seva aventura, enmig de la batalla entre diverses faccions: el shogunat, una vila industrial, i els esperits del bosc que lluiten per la supervivència de la seva llar. La natura i la humanitat estan representades per dues dones fortes, cadascuna amb la intenció de protegir la seva forma de vida.
El 3 d'agost de 2024 va estrenar-se doblada al català al web del canal SX3. El 17 d'agost del 2024 es va estrenar per televisió al mateix canal.

## Argument

### La terra natal d'Ashitaka
L'últim príncep dels Emishi és maleït durant un enfrontament a la seva vila contra un Tatarigami. En observar el cadàver, Ashitaka descobreix que en realitat el monstre era el déu senglar Nago, que per mitjà del sofriment i l'odi va ser corromput fins a esdevenir un Tatarigami, és a dir un dimoni. Ashitaka en sospitar que la ferida deixada pel dimoni a la mà li hagi transmès la seva maledicció, decideix consultar als ancians del poble. Descobreixen una enorme bola de ferro en l'interior del cos de Nago i comprenen que aquesta era la causant del sofriment del déu. L'anciana del poble explica al jove que la seva ferida tot i només cobrir el seu braç, s'estendrà pel seu cos i ossos fins que el destrueixi sencer i mori. La maledicció és una arma de doble tall, ja que en els moments en què es deixi portar per l'odi obtindrà una força increïble a canvi que es propagui més ràpidament pel seu cos. Quan això passi, el seu braç s'omplirà de cucs negres, similars als que tenia Nago.
Per trobar una cura, junt amb la seva mascota, el cérvol Yakuru, marxa cap a les terres llunyanes de l'oest. Només si viatja cap a la terra natal de Nago i troba el lloc d'on prové la misteriosa bola de ferro, tindrà alguna possibilitat de recuperar-se. Al llarg d'aquest viatge, Ashitaka haurà de "veure amb ulls mancats d'odi", per evitar així la propagació de la seva maledicció. En acceptar el seu destí ha d'acceptar també el seu exili de la seva terra natal, a la qual no podrà tornar mai més i deixarà els Emishi sense hereu.

### Viatge a la ciutat del ferro
En el seu viatge cap a l'oest, Ashitaka veu com uns samurais saquegen un poblat indefens. Davant tal injustícia, Ashitaka intenta distreure'ls amb l'arc, però la maledicció cobra vida i li atorga a la fletxa un poder sobrenatural. El seu tir va amb tanta força que arrenca els braços d'un dels samurais i decapita a un altre. Ashitaka veu llavors com quan la maledicció aflora, la marca s'estén pel seu cos amb major velocitat. En el següent poblat, Ashitaka coneix un monge, aquest li comenta que potser pot trobar la resposta al que busca en un lloc anomenat "ciutat de ferro".
Mentrestant, en un turó no gaire llunyà, una manada de kamis del clan del llop assalten un carro que transporta arròs a la ciutat de ferro. Al costat dels llops hi ha una noia, la princesa Mononoke. La líder i mare del grup de llops, Moro, rep un tret de la senyora Eboshi, la cap de la ciutat de ferro. Ashitaka passa poc després per sota del turó on han caigut part dels ferits i morts. El noi veu la princesa intentant alleujar la ferida de la lloba i intenta parlar amb ella, però aquesta només li diu que se'n vagi. Apareixen alguns kodamas, o esperits del bosc, i Ashitaka els demana ajuda. Ells el guien a través del bosc i el condueixen junt amb dos supervivents a la ciutat de ferro.

### La ciutat del ferro
Aquesta vila és governada per la senyora Eboshi, una dona carismàtica i emprenedora que ha creat un poble del no-res a còpia de crear una indústria del ferro i fer-hi treballar les dones que abans feien de prostitutes en altres ciutats. Ashitaka és acollit a la ciutat, però aviat s'assabenta del conflicte que ha sorgit entre Eboshi i els animals del bosc, que lluiten per defensar el que queda del seu hàbitat enfront de la desforestació produïda per la nova vila i la seva indústria del ferro. En una de les batalles entre el clan dels javalins i els humans, Eboshi havia ferit amb un fusell a Nago, originant la maledicció. Ashitaka s'enfada pel comportament destructiu d'aquesta, però s'adona que amb la ciutat de ferro Eboshi ha aconseguit crear una comunitat on grups socials com els leprosos o les prostitutes són tractats per igual; situació que només es pot mantenir si es continua amb l'extracció de ferro.
Mentre Ashitaka segueix a la ciutat com a host, San, coneguda com la princesa Llop o princesa Mononoke, ataca el poble en un intent de matar Eboshi i així destruir la ciutat de ferro. Ashitaka es veu immers en el combat quan intentava evitar que disparessin San i finalment és ferit al pit d'un tret. Utilitzant el poder de la maledicció del seu braç, aconsegueix obrir la gran porta de la ciutat i escapar de la vila enduent-se la San a collibè i més tard amb l'ajuda d'en Yakuru.

### En el bosc
Durant el viatge de fugida, Ashitaka perd forces i cau a terra derruït. San, ara mig recuperada, evita que aquest sigui devorat pels seus companys llop. Està furiosa perquè aquest hagi parat el seu intent d'assassinat, però, per altra banda, no entén per què un humà l'ha ajudat. San, li demana a Ashitaka que li expliqui si vol seguir en vida o no. L'explicació donada enfada més a San i aquesta està a punt de donar-li un cop mortal quan de sobte Ashitaka li diu que és preciosa i cau inconscient. Apareixen uns micos per menjar-se a Ashitaka junt amb el seu poder, però finalment la princesa els atura.
San, que havia estat criada des de petita pels llops del bosc, decideix portar el jove davant de l'esperit del bosc per veure si pot salvar-li la vida a l'estanc sagrat. Abans de l'alba es veu una gegantina silueta negra. L'estatura sobrepassa les copes dels arbres caminant en direcció al llac, és el caminant nocturn, forma que té el Shishigami (esperit del bosc) durant la nit i que l'alba es transformarà en un cérvol amb rostre humà. El déu senglar Okkoto i el seu ramat arriben al bosc del Shishigami després de diversos mesos de viatge. El seu objectiu és matar tots els humans i protegir el bosc, o almenys morir intentant-ho, aconseguint allò en què Nago va fracassar. Finalment, a l'alba, l'esperit del bosc es transforma i apareix davant de la princesa. El Shishigami cura la ferida de bala d'Ashitaka amb un toc de la seva boca, però no el salva de la seva maledicció.
Durant la recuperació d'Ashitaka junt amb els llops, Moro explica al jove que la maledicció produïda pel tret la matarà d'aquí poc, però no sense que abans ella mati a Eboshi. Ashitaka intenta convèncer que el millor camí és la convivència pacífica. Moro, però, relata com va adoptar a San després que els seus pares la llancessin als seus peus per poder fugir mentre ella la devorava, va ser llavors quan Moro va decidir salvar-la. Posteriorment, li adverteix que abandoni el bosc o el matarà. Moro menysprea als humans, però no amb tanta passió com ho fa San.
Els animals del bosc planegen la seva última ofensiva suïcida contra la ciutat de ferro per intentar destruir els humans, contra qui, equipats amb armes de foc, tenen poques oportunitats de sobreviure. Ashitaka està preocupat per San i pel benestar del bosc, però també simpatitza amb la gent de la ciutat. Intenta ser mediador en el conflicte i trobar una solució que satisfagui els dos bandols, però els llops estan devorats d'odi i la guerra comença.

### La guerra
La guerra té lloc a tres bàndols. Asano, un poderós samurai, ha manat a les seves tropes a atacar per sorpresa la ciutat, demandant la meitat de tot el ferro. La senyora Eboshi sap que els seus principals enemics són els humans i no bèsties o déus, ja que aquests són més traïdors i les seves armes són més poderoses que les urpes o els ullals. Eboshi s'alia amb els Jibashiri, els agents de l'emperador que han arribat a la ciutat dirigits pel monjo Jigo per derrotar els senglars i matar el Shishigami. L'emperador creu que el cap de l'esperit del bosc li atorgarà la immortalitat i està disposat a pagar gran quantitat d'or per ell. Eboshi deixa a les dones defensant la ciutat, ja que està segura que són prou fortes per a defensar-se. Pren aquesta decisió en part perquè sap que els seus homes són bons caçadors, però també sap que aquests la trairien un cop el seu treball hagués acabat.
Els senglars, malgrat el seu gran nombre, cauen en les trampes explosives dels humans. Només Okkoto, greument ferit, sobreviu i escapa acompanyat per San. Per matar el Shishigami, els Jibashiri utilitzen les pells dels senglars per enganyar i confondre l'olfacte de Okkoto, que és cec. Quan aquest els fa olor i escolta, creu que són els esperits dels seus guerrers que han tornat de la mort i busca l'Shishigami perquè els revisqui. Abans que Okkoto pugui arribar a l'illa, els Jibashiri intenten eliminar-lo, causant que l'odi el sobrepassi. Llavors es converteix en un dimoni, amb molts cucs vermells d'odi al voltant del seu cos. San intenta expulsar aquests cucs del senglar, però un caçador dispara a Sani i aquesta queda inconscient i més tard engolida pels cucs demoníacs de Okkoto que corre cap al llac sagrat.
Ashitaka nota que San està en dificultats. Amb un dels germans llop de San, rescatat del camp de batalla, entra al bosc a buscar-la. Durant la seva cerca, es troba amb la senyora Eboshi i l'avisa que el samurai Asano està atacant la ciutat del ferro. Els homes de Eboshi tornen cap a la ciutat, però ella continua a la caça del Shishigami. Quan Ashitaka troba a San, Okkoto ja ha arribat a l'illa sagrada. Intenta salvar-la dels cups que la devoren, però Okkoto tira a Ashitaka a l'aigua. Moro, que estava inconscient a causa del progrés de la infecció causada pel rifle que la va ferir, es desperta i corre cap a Okkoto, cridant que deixi la seva filla. Finalment Moro aconsegueix treure a San de la foscor del senglar, usant la poca força que li queda per salvar-la en lloc de lluitar contra Eboshi. Ashitaka agafa a San de la boca de Moro i la submergeix en l'aigua per alliberar-la dels cucs maleïts que quedaven en el seu cos.

### L'esperit del bosc
L'esperit del bosc es manifesta amb la seva forma de cérvol, Eboshi ordena que ningú l'ataqui fins que estigui al mig de la seva transformació, just quan és més feble. Així i tot, la dona dispara mentre aquest es dirigeix cap al Senglar, aquest no mor i segueix el seu camí fins a alleujar el vell senglar llevant-li la vida i la maledicció, mentre Moro es desmaia novament. Després d'això l'esperit comença a canviar a la seva forma de Caminant Nocturn, però, tot i els intents d'Ashitaka per aturar a Eboshi, en plena transformació dispara i d'un tret el decapita. Sense el seu cap, l'esperit es corromp amb la mateixa maledicció que Ashitaka i els senglars, inundant el bosc amb un fang que mata tot el que toca. Eboshi llavors, és mossegada per Moro, perdent així un braç.
Comença una persecució d'Ashitaka i San contra Jigo i els caçadors que insisteixen a escapar amb el cap de l'esperit, perseguits pel fang i pels nois que volen purificar l'esperit retornant el seu cap. Jigo escapa contra rellotge esperant la sortida del sol, moment en què morirà l'esperit, però en veure's acorralat només poden cedir el cap a San i Ashitaka. Els nois encaren l'esperit corrupte i lliuren el cap només segons abans que s'alci l'alba, sent devorats ràpidament per la maledicció. Instantàniament, l'esperit comença a purificar i al moment de l'alba es transforma en una substància que inunda tota la zona purificant i revivint la terra que instants abans matava.

### Conclusió
San i Ashitaka es desperten sans i estalvis, només envoltats de belles muntanyes recobertes de flors representant el cicle de la vida, en el qual els cossos alimenten la terra. Ashitaka és per fi lliure de la maledicció, però la taca ha quedat gravada en la seva mà recordant per sempre el que va viure i va sentir. Finalment, San procedeix a acomiadar-se d'Ashitaka, sostenint que tot i estimar-lo pertanyen a llocs diferents. Ashitaka li comunica a San que es dedicarà a construir una nova ciutat juntament amb els habitants de la ciutat de ferro, però que, així i tot, sempre estarà amb ella. La senyora Eboshi, després de sobreviure, decideix que amb la feina de tothom, la nova ciutat no cobrarà un preu tan alt en la natura.

## Ideologies del film
A la pel·lícula s'hi poden diferenciar 3 ideologies diferents; amb tot, les que més es desenvolupen són les dels protagonistes: Ashitaka del clan Emishi i la senyora Eboshi de la Ciutat de Ferro. La tercera és representada pels déus menors del bosc. Malgrat que les ideologies són molt diferents les unes de les altres, no arriben a enemistar-se o a obrir un conflicte entre elles.

La primera ideologia que coneixem és la del Clan Emishi. Es caracteritza per accions com obediència a les paraules dels ancians, l'intent d'establir un diàleg amb l'enemic abans d'optar a la força bruta, l'atac com a recurs de defensa, el respecte cap a les criatures de la naturalesa. Exposa que els sentiments d'ira i odi no aporten més que destrucció, i per això busca trobar i aconseguir un acord que permeti els déus del bosc i la senyora Eboshi conviure en pau.
«Calma la teva ira, senyor poderós! Siguis el que siguis, déu o dimoni! T'ho suplico, deixa'ns en pau! (...) Atura't! Digue'm d'on vens! No permetré que ataquis el poble!.» —Ashitaka 
La segona ideologia, la que potser té més protagonisme durant la pel·lícula, és la que encarna la senyora Eboshi. Es caracteritza principalment per la instrumentalització, tots els recursos que es troben al seu voltant, fins i tot els habitants de la ciutat de ferro, són instruments per aconseguir la supervivència de la comunitat, sense tenir en compte la destrucció o efectes que això causi a altres éssers. Respecta els déus per la força que tenen, tot i ser conscient de la seva mortalitat.
Finalment, es presenta una tercera ideologia, la ideologia dels déus del bosc. Aquesta, no es desenvolupa per complert, ja que només arribem a conèixer un aspecte clau: la missió de protegir el bosc del Shishigami i les accions dels humans a qui han decidit eliminar. Creuen també que és impossible aconseguir una convivència tranquil·la entre ambdós bàndols.

## Producció

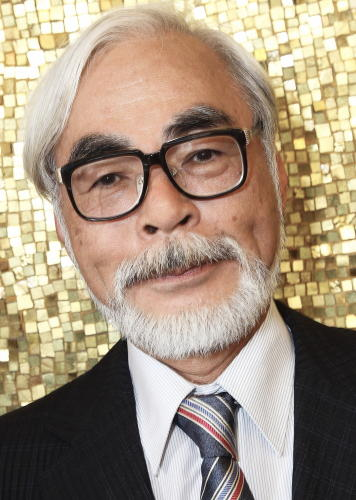
Hayao Miyazaki

A Hayao Miyazaki li van caldre setze anys per a desenvolupar totalment els personatges i el guió de La princesa Mononoke.
Es pot trobar una base pel llargmetratge al quadern d'il·lustració de 1983 escrit per Hayao Miyazaki "Shura no Tabi" i editat sota el nom Miyazaki Hayao lmeji-bodo-shu, que consistia en una adaptació de La bella i la bèstia, de Marie Leprince de Beaumont, situada en un Japó medieval i fantàstic, on el protagonisme el tenia una espècie de gat gegant que recorda al protagonista d'El meu veí Totoro.
Tot i que amb el temps tant els personatges com la història van canviar moltes vegades, no va ser fins pocs mesos abans de l'emissió de la pel·lícula que el seu guió il·lustrat es va finalitzar, poc després d'una visita de Miyazaki als boscos antics de l'illa de Yakushima.
La pel·lícula és gairebé completament dibuixada a mà, tot i que s'inclouen uns 5 minuts d'animació per ordinador que donen suport a escenes d'animació per cel·les tradicional. Hi ha 10 minuts de la pel·lícula que utilitzen la tècnica Digital Paint, que seria utilitzada en produccions posteriors de l'estudi Ghibli.
Pels diversos personatges de la pel·lícula, Miyazaki ha exposat que no volia un protagonista típicament heroic, sinó que volia veure en l'Ashitaka més a un jove amb una certa càrrega melancòlica pel pes del seu destí. Per la Senyora Eboshi volia fer un personatge amb un passat dramàtic encara que no surti reflectit al film, fet que li donaria aquest caràcter segur i fiable, revolucionari en molts aspectes. Miyazaki afirma que volia com a títol del film La Llegenda d'Ashitaka (アシタカ聶記, Ashitaka Sekki), però per influències de producció va haver de cedir a un més comercial nom de La Princesa Mononoke. Com a curiositat, aquest és l'únic film de Miyazaki on no hi ha cap escena de vol.
Les localitzacions utilitzades en la pel·lícula d'animació estan basades sobretot en els boscos de l'illa de Yakushima, però també en les muntanyes de Shirakami-Sanchi al nord de l'illa de Honshū.

## Repartiment
- Ashitaka (アシタカ): Príncep d'un antic clan Emishi que s'apropa a la seva extinció. Es llença a una aventura per trobar una cura per una maledicció que ha sofert al braç. El seu fidel company és en Yakuru, un cérvol vermell. «L'Ashitaka no és un noi alegre i sense preocupacions. És un noi malenconiós amb un destí.» —Miyazaki[5]

- San (サン): La Princesa Mononoke, és una noia que va ser abandonada per la seva família humana en el bosc i adoptada per la Deessa lloba Moro, la qual la va criar i la va cuidar. El seu major desig és assassinar la senyora Eboshi per usurpar el bosc als déus. Malgrat el seu odi pels humans, arriba a sentir especial afecte per Ashitaka.
- Senyora Eboshi (エボシ御前, Eboshi Gozen): Dirigent de la ciutat del ferro. No reconeix a autoritat de l'emperador del Japó a la seva ciutat. Doncs és una dona orgullosa, la qual no li tem als déus. Governa la seva ciutat amb una visió revolucionària i mostrant una actitud atípica.
- Mestre Jigo (ジコ坊, Jiko-bō): Un monjo mercenari que coneix a Ashitaka durant el seu viatge cap a l'oest. És un enviat de l'emperador amb l'únic objectiu de portar-li el cap del déu del bosc a aquest.
- Kōroku (甲六): Un habitant de la ciutat del ferro. És rescatat per Ashitaka després de l'atac de la Moro, els seus cadells i Sant a una caravana de la ciutat del ferro.
- Gonza (ゴンザ): El fidel guardaespatlles de la senyora Eboshi i acompanya a aquesta durant tot el seu recorregut.
- Moro (モロの君, Moro no Kimi): Deessa llop del bosc i mare adoptiva de Sant
- Okkoto (乙事主, Okkoto-nushi): Déu senglar cec que encapçala l'atac de les criatures del bosc contra els humans

### Veus
| Personatge                | Japonès            | Català                |
| ------------------------- | ------------------ | --------------------- |
| Ashitaka                  | Yōji Matsuda       | Albert Trifol Segarra |
| San, la princesa Mononoke | Yuriko Ishida      | Inés Moraleda         |
| Moro                      | Akihiro Miwa       | Montse Puga           |
| Senyora Eboshi            | Yūko Tanaka        | Mercè Montalà         |
| Jigo                      | Kaoru Kobayashi    | Pep Sais              |
| Toki                      | Sumi Shimamoto     | Meritxell Sota        |
| Okkoto                    | Hisaya Morishige   | Joan Crosas           |
| Gonza                     | Tsunehiko Kamijō   | Germán José           |
| Kouroku                   | Masahiko Nishimura | Àlex Meseguer         |
| Kaya                      | Yuriko Ishida      | Marta Covas           |
| Xamana                    | Mitsuko Mori       | Maria Josep Guasch    |

## Estil
La princesa Mononoke va marcar la primera vegada que Miyazaki va explorar un estil jidaigeki: un drama d'època centrat en la vida dels pobles històrics japonesos. Segons Napier, la pel·lícula presenta un to molt "més fosc" que les seves obres anteriors, inspirada en el clàssic literari japonès Hōjōki (1212). La pel·lícula també subverteix molts elements tradicionals del gènere jidaigeki, com ara les representacions de l'emperador i el samurai com a sagrats i nobles. A més, Miyazaki opta per no seguir les representacions típiques del període Muromachi, com ara el desenvolupament de l'alta cultura o l'estètica zen a Kyoto, optant per centrar-se en la bellesa i perill del paisatge natural. No obstant això, segons l'estudiosa de l'animació Helen McCarthy, Miyazaki es va sentir atret pel període en què el poble japonès "va començar a sentir que podia controlar la natura, en comptes de calmar-la o adorar-la".

## Estrena
La pel·lícula va aparèixer als cinemes japonesos el 12 de juliol de 1997 i es va convertir en la pel·lícula que més recaptació havia aconseguit en tota la història del cinema al Japó. Va ser vista per dotze milions de persones, equivalent a una desena part de la població total del Japó, en tan sols els cinc primers mesos. Uns mesos més tard, però, va ser eclipsada per la pel·lícula de James Cameron, Titanic.
Va ser doblada en anglès i distribuïda al continent americà per Miramax i, tot i que la pel·lícula no va gaudir del mateix èxit que al seu país d'origen, va obtenir vendes positives, augmentant de manera considerable la popularitat de Ghibli i la seva influència fora del Japó.
A Espanya el film es va estrenar modestament en cinemes el dia 7 d'abril de l'any 2000, doblada al castellà. El 14 d'octubre del 2003 s'editaria una edició en 2 DVD en japonès, anglès i castellà i va ser distribuïda per Buena Vista Home Cinema. Una nova edició es va distribuir per Aurum l'any 2010.
L'estiu de l'any 2024 es va emetre a Catalunya per primer cop doblada al català al canal SX3.

### Premis i nominacions[15]
| Premi                                                             | Categoria                                                        | Nominats                                               | Resultat   |
| ----------------------------------------------------------------- | ---------------------------------------------------------------- | ------------------------------------------------------ | ---------- |
| Premis Nikkan Sports Film, 1997                                   | Millor director                                                  | Hayao Miyazaki                                         | Guanyador  |
| Premis Circuit Community Awards, 1997                             | Millor pel·lícula de llengua estrangera Millor funció d'animació |                                                        | Guanyadora |
| Premis Hochi Film, 1997                                           | Premi especial                                                   | Hayao Miyazaki                                         | Guanyador  |
| Mainichi Film Concours, 1998                                      | Millor pel·lícula Millor pel·lícula d'animació                   | Hayao Miyazaki                                         | Guanyador  |
| Premis Kinema Junpo, 1998                                         | Millor pel·lícula                                                | Hayao Miyazaki                                         | Guanyador  |
| Premis Blue Ribbon, 1998                                          | Premi especial                                                   | Hayao Miyazaki                                         | Guanyador  |
| Premis Acadèmia Cinema del Japó, 1998                             | Millor pel·lícula Premi especial                                 | Hayao Miyazaki Yoshikazu Mera                          | Guanyadora |
| Premis Annie, 2000                                                | Millor direcció en animació                                      | Hayao Miyazaki                                         | Nominat    |
| Premis Las Vegas Film Critics Society, 2000                       | Millor pel·lícula d'animació                                     | Hayao Miyazaki                                         | Nominat    |
| Premis Satellite, 2000                                            | Millor pel·lícula o curt animat                                  |                                                        | Nominada   |
| Motion Picture Sound Editors, USA 2000                            | Millor edició de so                                              | Michihiro Itô Dan Edelstein Warren Shaw Ernie Sheesley | Nominats   |
| Science Fiction and Fantasy Writers of America, 2001              | Millor guió                                                      | Hayao Miyazaki Neil Gaiman                             | Nominat    |
| Acadèmia de cinema de ciència-ficció, fantasia i terror, USA 2001 | Best home video release                                          |                                                        | Guanyadora |

### Banda sonora

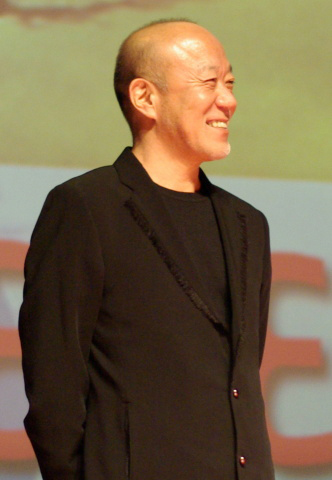
Joe Hisaishi

La banda sonora de la pel·lícula va ser composta i dirigida pel col·laborador habitual de Hayao Miyazaki i l'estudi Ghibli, Joe Hisaishi, i orquestrada per l'Orquestra Filharmònica de la Ciutat de Tòquio. Al disc hi trobem 33 temes, on es repeteix diverses de les melodies principals del film i dues cançons cantades: Mononoke Hime i Tatara Fumu Onna Tachi. El disc va ser llançat al Japó el 2 de juliol del 1997.
| Llista de temes |
| --- |
| 1. Llegenda d'Ashitaka (1:39) 2. Dimoni maleït (3:51) 3. Viatge cap a l'oest (2:32) 4. Poder demoníac (0:36) 5. El món impur (2:59) 6. La trobada (0:52) 7. Els Kodamas (2:27) 8. Bosc dels déus (0:40) 9. Crepuscle en la ciutat de ferro (0:39) 10. Dimoni maleït II - Les muntanyes robades (0:56) 11. Senyora Eboshi (2:48) 12. Cant de les dones: Cançó de la ciutat de ferro de Eboshi (1:29) 13. Ira (1:28) 14. El jove d'Orient (1:25) 15. Rèquiem (2:21) 16. Viu! (0:31) 17. San i Ashitaka al bosc del cérvol (1:39) 18. Tema de la Princesa Mononoke (Versió instrumental) (2:08) 19. Rèquiem II (2:14) 20. La princesa Mononoke (versió vocal) (3:31) 21. Tambors de Batalla (2:47) 22. Batalla enfront de les ferreries (1:25) 23. Poder demoníac II (2:29) 24. Rèquiem III (0:55) 25. Retirada (1:30) 26. Dimoni maleït III (1:14) 27. Adagi de la vida i la mort (2:08) 28. El regne dels morts (1:27) 29. El regne dels morts II (1:32) 30. Adagi de la vida i la mort II (1:07) 31. Ashitaka i Sant (3:12) 32. Tema de la princesa Mononoke (tema final - versió vocal) (1:23) 33. Llegenda d'Ashitaka (tema final) (5:01) |